# Admir Mehmedi
Admir Mehmedi (* 16. března 1991 Gostivar) je bývalý švýcarský profesionální fotbalista makedonsko-albánského původu, který hrál na pozici útočníka či křídelníka. Mezi lety 2011 a 2021 odehrál také 76 utkání v dresu švýcarské reprezentace, ve kterých vstřelil 10 branek.
Se švýcarskou reprezentací se zúčastnil Mistrovství Evropy U19 2009, Mistrovství Evropy U21 2011 a Mistrovství světa 2014.